# MobileMe
MobileMe (pred tem .Mac in iTools) je internetni storitveni paket, ki ga za naročninsko razmerje s pozameznikom nudi podjetje Apple Inc. Prvič je bil predstavljen 5. januarja leta 2000 kot iTools, prosta zbirka internetnih storitev za uporabnike operacijskega sistema Mac OS 9. Zbirko je nato 17. julija 2002 Apple ponovno uvedel pod imenom .Mac, postala pa je plačljiva (naročnina) storitev, prvenstveno za uporabnike sistema Mac OS X. Apple je 9. julija 2008 ponovno zagnal storitev kot MobileMe, ki ima za ciljne odjemalce uporabnike sistemov Mac OS X, Windows, iPhone in iPod Touch.
MobileMe omogoča shranjevanje podatkov, spletno pošto, adresarij, koledar, galerijo, storitev iDisk, spletne aplikacije, iChat/AIM, sinhornizacijo s PC-jem, omogoča integracijo z iPhone-om, idr.